# Golpe de Estado

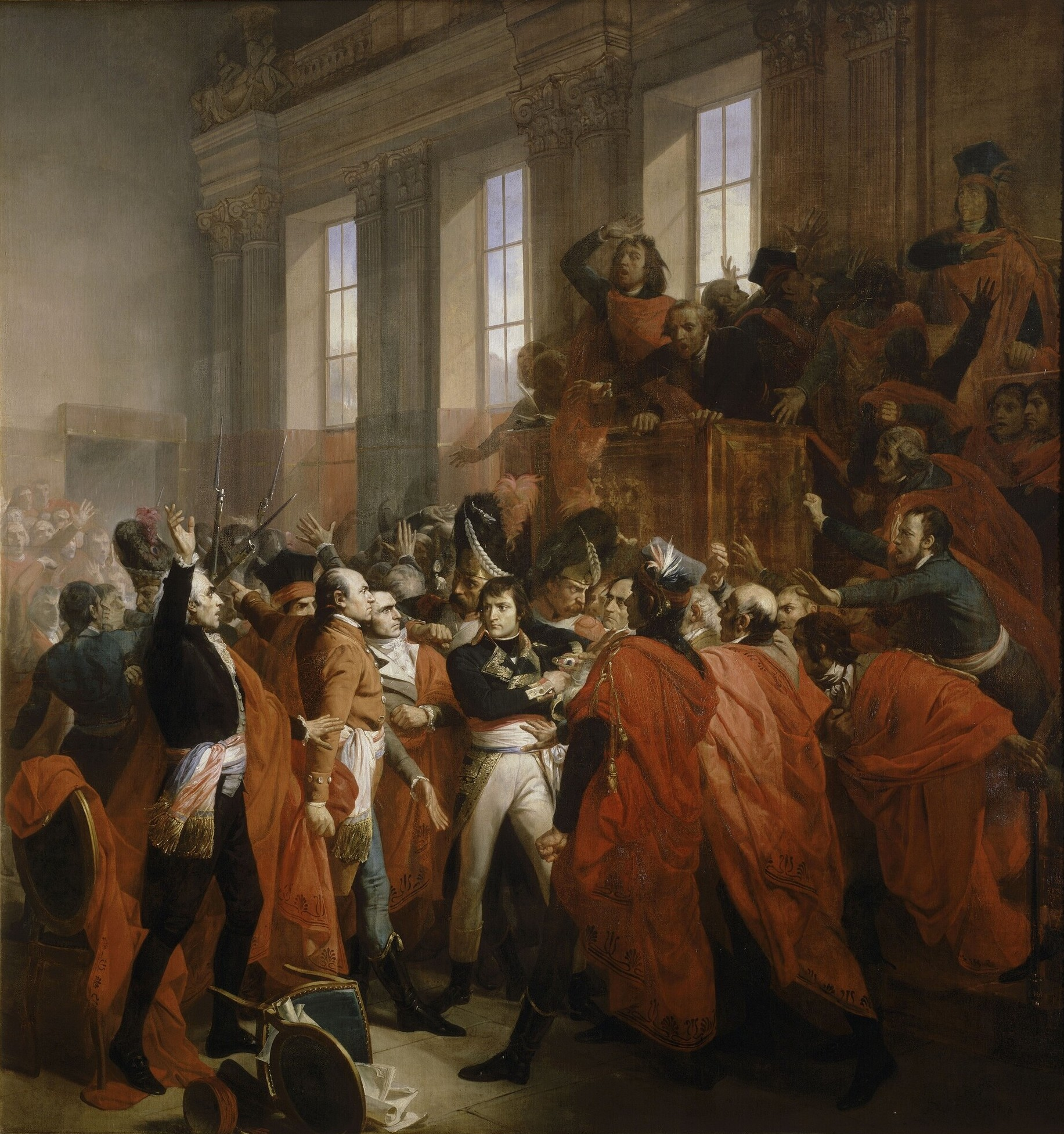
El general Napoleón Bonaparte durante el golpe de Estado del 18 de brumario en Saint-Cloud, detalle de un cuadro de François Bouchot (1840).

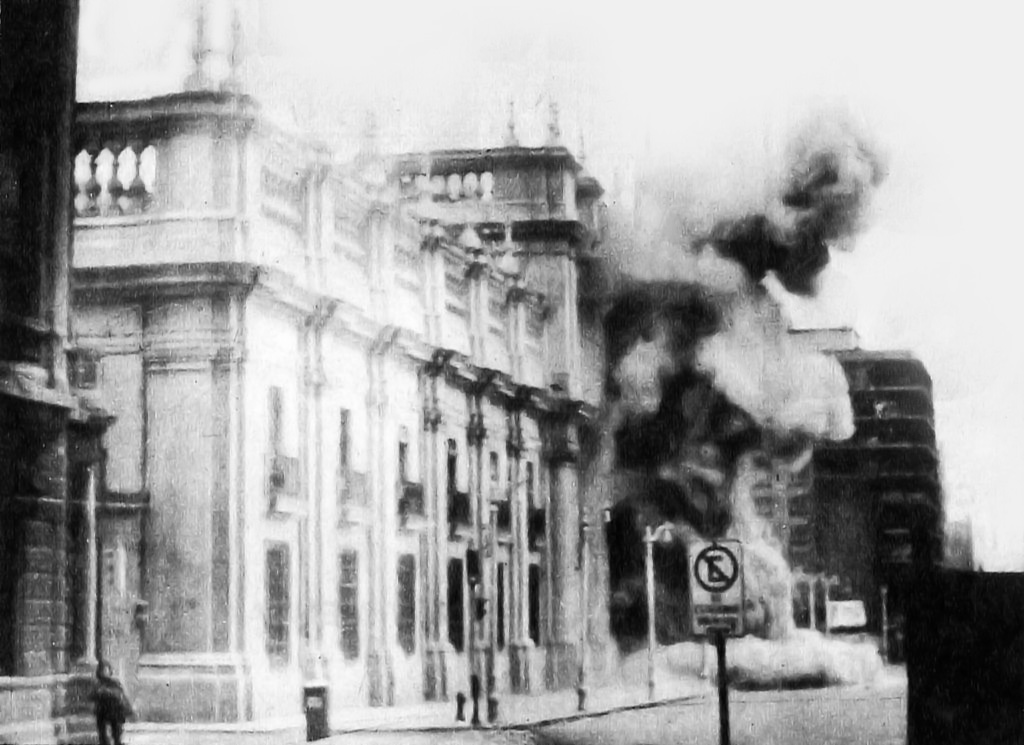
El Palacio de la Moneda bombardeado durante el Golpe de Estado en Chile de 1973, el presidente Salvador Allende se suicidaría en su interior ese mismo día.

Un golpe de Estado (en francés: coup d'État, lit. 'golpe de Estado'; también conocido como putsch o derrocamiento) es la toma y destitución del gobierno y los poderes de un Estado. Normalmente, se trata de una toma ilegal del poder por parte de una facción política, un partido político, una secta, un grupo rebelde o militar.

Se distingue de los conceptos de revuelta, motín, rebelión, revolución o guerra civil. Usualmente estos términos se utilizan con poca propiedad o con intenciones propagandísticas, y en el transcurso de los hechos y procesos históricos, se suelen combinar entre sí. El pronunciamiento es forma particular de rebelión militar, asociada principalmente a España, Portugal e Hispanoamérica en el siglo XIX, que en ocasiones es difícil distinguir del golpe de Estado. 

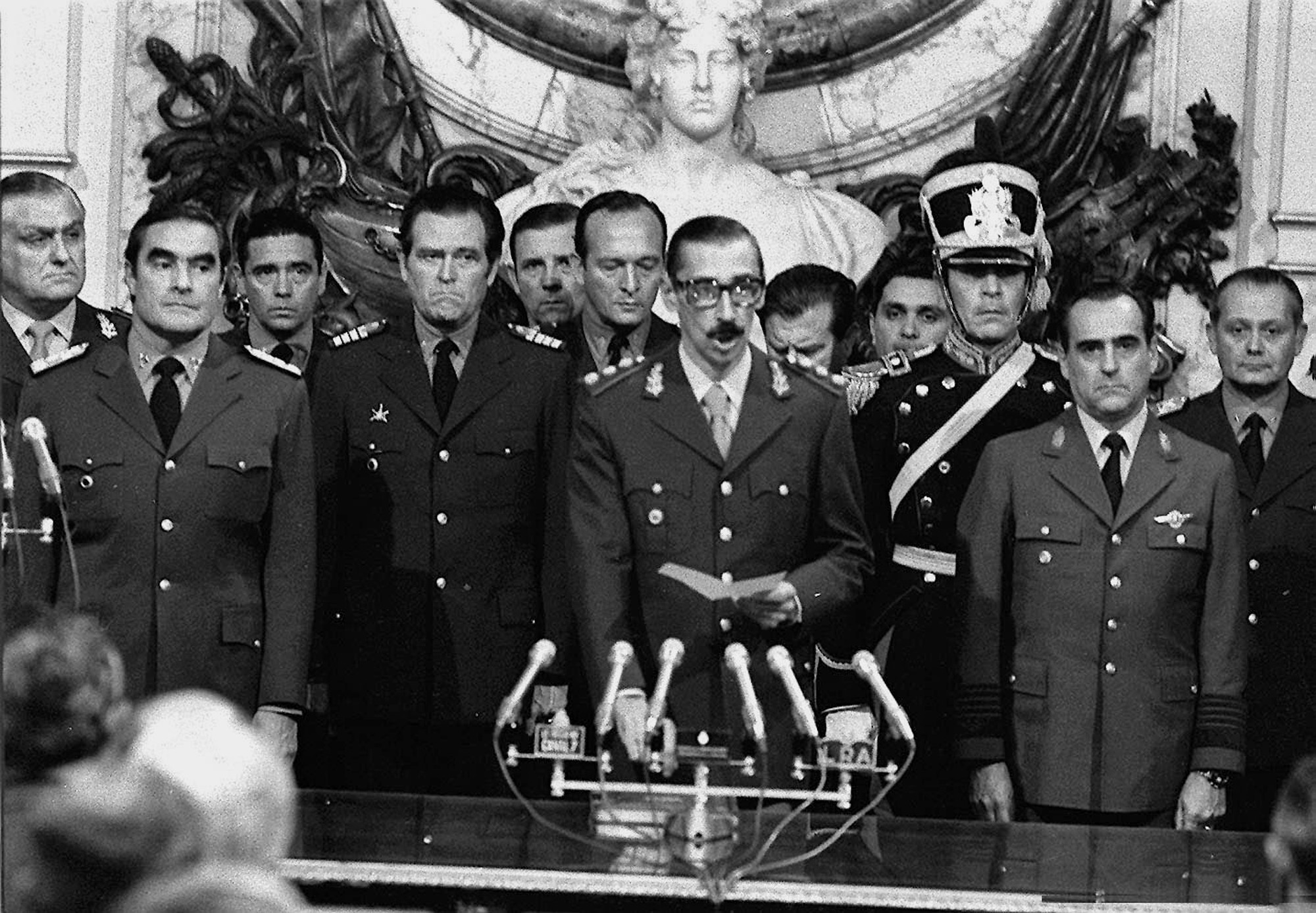
Jorge Rafael Videla juramentando como presidente de Argentina tras el golpe de Estado de 1976.

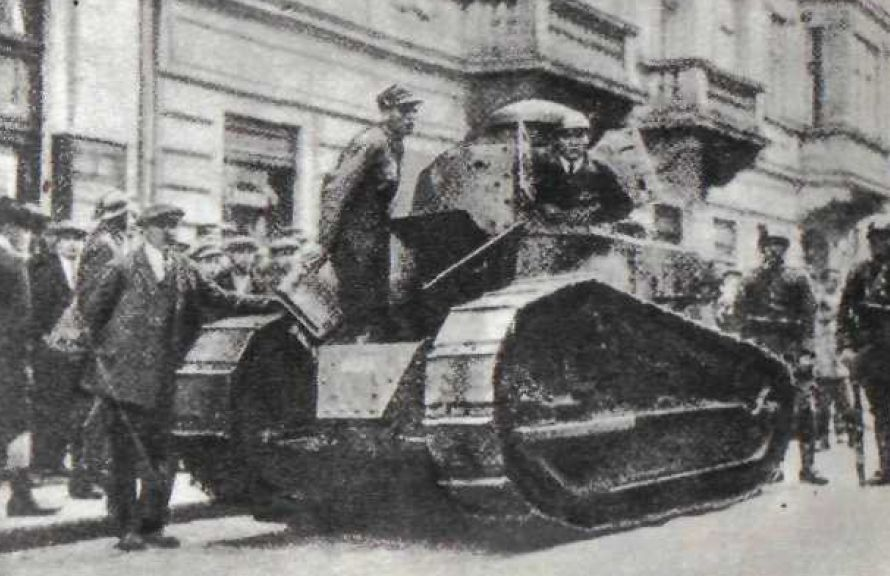
Golpe de Estado militar en Polonia en 1926.

El Golpe de Estado también puede darse en el momento en que un poder del estado intenta o derroca a los otros poderes, o si se interfiere de manera jurídica en las elecciones populares para la elección de un presidente o jefe de Gobierno.
Según una estimación, hubo 457 intentos de golpe de Estado entre 1950 y 2010, la mitad de los cuales tuvieron éxito. La mayoría de los intentos de golpe de Estado se produjeron a mediados de la década de 1960, pero también hubo un gran número de intentos de golpe de Estado a mediados de la década de 1970 y principios de la década de 1990. Los golpes de Estado que se produjeron en el período posterior a la Guerra Fría han tenido más probabilidades de dar lugar a sistemas democráticos que los golpes de Estado de la Guerra Fría, aunque los golpes de estado siguen perpetuando mayoritariamente el autoritarismo
Muchos factores pueden llevar a que se produzca un golpe, así como determinar el éxito o el fracaso del mismo. Una vez que el golpe está en marcha, el éxito depende de la capacidad de los golpistas para conseguir que las élites y el público crean que su intento de golpe tendrá éxito. El número de golpes de Estado exitosos ha disminuido con el tiempo. Es probable que los golpes fallidos en sistemas autoritarios refuercen el poder del gobernante autoritario. El número acumulado de golpes es un fuerte predictor de futuros golpes, un fenómeno conocido como la "trampa del golpe".
En lo que se conoce como "a prueba de golpes", los regímenes crean estructuras que dificultan que cualquier grupo pequeño se haga con el poder. Estas estrategias golpistas pueden incluir la colocación estratégica de grupos familiares, étnicos y religiosos en el ejército y la fragmentación de los organismos militares y de seguridad. Sin embargo, el antigolpe reduce la eficacia militar, ya que se prioriza la lealtad sobre la experiencia a la hora de ocupar puestos clave en el ejército.

## Etimología
El término proviene del francés coup d'État, que significa literalmente 'golpe de Estado' o 'golpe de Estado'. En francés, la palabra État (pronunciación en francés: /eta/) se escribe con mayúscula cuando denota una entidad política soberana. 
Aunque el concepto de golpe de Estado ha aparecido en la política desde la antigüedad, la frase es de acuñación relativamente reciente. No apareció en un texto inglés antes del siglo XIX, excepto cuando se utilizaba en la traducción de una fuente francesa, ya que no existía una frase sencilla en inglés para transmitir la idea contextualizada de un "golpe de gracia a la administración existente dentro de un Estado".
Una de las primeras veces que se utilizó en un texto traducido del francés fue en 1785, en una traducción impresa de una carta de un comerciante francés, en la que comentaba un decreto arbitrario o arrêt emitido por el rey francés que restringía la importación de lana británica. Lo que puede ser su primer uso publicado dentro de un texto compuesto en inglés es una nota del editor en el London Morning Chronicle', 7 de enero de 1802, informando del arresto por Napoleón en Francia, de Moreau, Berthier, Masséna, y Bernadotte: "Circulaba ayer la noticia de que se había producido en Francia una especie de golpe de Estado, como consecuencia de una formidable conspiración contra el gobierno existente."
En la prensa británica, la frase llegó a utilizarse para describir los diversos asesinatos cometidos por la supuesta policía secreta de Napoleón, la Gens d'Armes d'Elite', que ejecutó a Duque de Enghien: "los actores de la tortura, los distribuidores de las damas envenenadoras, y los verdugos secretos de aquellos individuos o familias desafortunadas, a quienes las medidas de seguridad de Bonaparte exigen eliminar". En lo que los tiranos revolucionarios llaman grand[s] coups d'état, como carnicería, o envenenamiento, o ahogamiento, en masa, son empleados exclusivamente."

## Origen y evolución del concepto
El término «golpe de Estado» (coup d'état) fue acuñado por primera vez por Gabriel Naudé en una obra escrita por encargo del cardenal Richelieu y publicada en 1639 con el título Considerations Politiques sur les coups d'état. El texto de Naudé era una especie de guía de consejos para que el Príncipe mantuviera el Estado y en él se definían los coups d'état como «actos osados y extraordinarios que los príncipes se ven obligados a realizar en asuntos tan difíciles como desesperados, en contra de la ley común y con independencia de cualquier ordenamiento o forma de justicia, poniendo en juego el interés particular en beneficio del bien común». Así pues, para Naudé el coup d'éstat era un término cercano al de raison d'état pero que se diferenciaba de este por el factor sorpresa y el secreto en la gestación (en la raison d'état el proceso es previo a la ejecución; en el coup d'état primero se ejecuta).
Así pues, el concepto de «golpe de Estado» comenzó a ser empleado en Francia en el siglo XVII para referirse a una serie de medidas violentas y repentinas tomadas por el Rey, sin respetar la legislación ni las normas morales, generalmente para deshacerse de sus enemigos, cuando el rey mismo consideraba que eran necesarias para mantener la seguridad del Estado o el bien común.
La locución se fue ampliando a lo largo del siglo XIX para significar la acción violenta de un componente del Estado, por ejemplo, las fuerzas armadas, con el fin de desplazar a la cabeza del mismo. El concepto se superpuso entonces, y a la vez se diferenció, del de «revolución», caracterizado sobre todo por estar principalmente organizado por civiles ajenos al Estado.
Ya en el siglo XX, en 1930 apareció el libro Técnica del colpo di Stato (Técnica del Golpe de Estado) de Curzio Malaparte, que impondría el uso generalizado del concepto, básicamente en su acepción moderna, a partir del análisis crítico de las acciones del fascismo y el nazismo. Malaparte aplica el concepto del golpe de Estado no solo a una operación ejecutada por integrantes del Estado, sino también por poderes civiles, que —mediante la desestabilización del gobierno a través de acciones orientadas a generar caos social— provocan su caída y acceden al poder. Según Malaparte las circunstancias favorables a un golpe de Estado dependían sobre todo de unas condiciones técnicas: «...un puñado de hombre dispuestos a todo, adiestrados en la táctica insurreccional, acostumbrados a golpear rápida y duramente, los centros vitales de la organización técnica del Estado». En este sentido, para Malaparte la diferencia sustancial del concepto de golpe de Estado con los de «guerra civil» y «revolución» es esencialmente el uso de la sorpresa y la escasa duración relativa de las operaciones, «reduciendo "al mínimo el tamaño y la intensidad de la confrontación armada"».
En 1962, Samuel Finer publicó un libro, que se convirtió en un clásico sobre el tema: The Man on Horseback: The Role of the Military in Politics (tit. trad. Los militares en la política mundial). La edición original de Finner fue ampliada en 1975 (Peregrine Books) y en 1976 (Penguin Books); en 1988 se realizó también una edición publicada por Westview Press.
Finner, pensando en los militares, distinguió cuatro niveles de presión sobre el Estado, de los cuales solo consideró legítimo el primero:
1. Presión sobre el gobierno o los parlamentarios, para influir a favor de sus intereses;
2. Reclamos al gobierno o al parlamento bajo aviso de que, en caso de no ser aceptados, procederán a realizar acciones dañinas. Finner considera este nivel como extorsión ilegítima. Aun sin que el gobierno cambie, Finner sostiene que esta situación podría dar lugar a un «golpe de Estado tácito», en el que el gobernante toma las decisiones que le impone el grupo de presión.
3. Uso de la violencia o amenaza de violencia para reemplazar al gobierno civil por otro gobierno civil.
4. Uso de la violencia o amenaza de violencia para reemplazar al gobierno civil por un gobierno militar.

El libro de Finner y otros posteriores abrieron el debate sobre el concepto de «golpe de Estado»: «¿El golpe de Estado es un método de intervención política exclusivo de militares? ¿El golpe de Estado requiere violencia? ¿Los golpes de Estado obedecen a una ideología concreta?». El Political Science Dictionary abordó estos interrogantes y definió el golpe de Estado de la siguiente forma, según el politólogo español Rafael Martínez:

Un ataque decisivo al poder del Estado realizado por un grupo político o militar, que ni tiene base popular, ni busca la transformación social, aunque puede que realice algunos cambios; pero que sí buscan rápidamente capturar o matar al líder político y controlar los diferentes edificios y ámbitos de poder.

Rafael Martínez propone, por su parte, la siguiente definición:

Las acciones concatenadas y realizadas en un corto espacio de tiempo (exitosas o no) encaminadas, mediante la amenaza (creíble, pero no forzosamente materializada), a remover (o a impedir que se alcance) el poder ejecutivo, por parte de un pequeño grupo con alta capacidad de disuasión que utilizará cauces ilegales —no siempre agresivos, aunque pueden serlo llegado el caso; pero que sí violentan— y que luego tratará de justificar arguyendo la defensa de unos intereses propios a ese grupo que se revisten de colectivos y que vienen a paliar el desastre que abocaba la acción del gobierno despuesto.

En el curso del siglo XX, el golpe de Estado adoptó la forma típica de una acción de las fuerzas armadas desplazando por la fuerza al gobierno establecido. Sin embargo, sobre todo a partir del colapso de las dictaduras latinoamericanas, en la década de 1980, los golpes de Estado han ido adoptando formas más complejas y menos evidentes, mediante técnicas de desestabilización económica («golpes de mercado») y generación de climas de caos social (saqueos, huelgas, etc.), que pueden ser agudizados mediante el uso de medios de comunicación de masas.

## Diferencias y similitudes con otros conceptos emparentados
El concepto de «golpe de Estado» está emparentado con otros conceptos relacionados con trastornos del poder político, como los de revuelta, motín, rebelión, revolución o guerra civil. Estos términos se utilizan de ordinario con poca propiedad o con intenciones propagandísticas o de desinformación. En el transcurso de los procesos históricos, estos fenómenos no suelen presentarse en forma pura, sino combinados entre sí.
- Golpe de Estado y revolución: una revolución, en la Ciencia Política, es un cambio social profundo y relativamente veloz, que usualmente —aunque no necesariamente— implica confrontaciones violentas entre sectores. Una revolución puede combinarse, y suele suceder, con uno o más golpes de Estado, cuando las autoridades legales son desplazadas por medios ilegales, sean estos evidentes o manteniendo una apariencia de legalidad.

- Golpe de Estado y guerra civil: una guerra civil es un enfrentamiento militar generalizado y extendido en el tiempo, entre dos bandos de una misma sociedad. Se diferencia del golpe de Estado, sobre todo, por su duración, ya que el golpe de Estado es repentino y de corta duración (horas, a veces pocos días).

- Golpe de Estado, rebelión y motín: Muchas veces los golpes de Estado han tomado la forma de sublevaciones o rebeliones militares. En estos casos deben ser distinguidos del «motín», ya que este es una desobediencia colectiva de un grupo de militares frente a sus mandos naturales, que no tiene como fin derrocar al gobierno, ni establecer determinadas políticas o cambios institucionales.

- Golpe de Estado y revueltas: los trastornos institucionales suelen ir acompañados de revueltas, en parte provocadas intencionalmente y en parte espontáneas, en las cuales muchedumbres ocupan los espacios públicos, desafiando la autoridad de los poderes establecidos, a veces de manera violenta. Las revueltas generan situaciones de caos social, que pueden ser aprovechadas tanto por quienes impulsan los golpes de Estado, como por quienes buscan defender el poder establecido.

- Golpe de Estado y putsch: el término alemán putsch (textualmente «empujón») tiene un significado muy similar a golpe de Estado, pero usualmente está referido a intentos fallidos de golpe de Estado, como el putsch de Múnich.[35]

- Golpe parlamentario: en muchos  países suele estar previsto que el Congreso haga juicio político y finalmente destituya al presidente de la nación, en caso de que este cometiera algún delito durante su gestión. En algunos casos dichos juicios son equiparados con golpes de Estado, dado el uso de artificios legales para que una mayoría parlamentaria destituya a un presidente,[36] aun cuando se trata evidentemente de procedimientos con un objetivo político. El concepto —relativamente nuevo— de golpe parlamentario no es compartido por todos los analistas políticos.[37][38]

### Diferencias entre golpe de Estado y pronunciamiento
Según el historiador español Juan Francisco Fuentes, mientras que la clave que define el golpe de Estado «está en que la acción se produzca sobre el centro neurálgico del régimen político que se pretende derribar», como en el 18 Brumario de Napoleón Bonaparte, «el pronunciamiento tiene casi siempre por escenario un punto de la periferia en el que se subleva una guarnición o una unidad militar con la esperanza de provocar una reacción en cadena en el resto del Ejército y finalmente la caída del Gobierno o del régimen». Y ahí reside una segunda diferencia: «mientras el golpe de Estado suele tener un desenlace rápido en un sentido o en otro, el pronunciamiento abre un compás de espera durante el cual los sublevados cuentan con sumar adeptos y estrechar el cerco en torno al poder. Su localización periférica comporta, pues, un hándicap logístico para el Gobierno que se traduce en una ventaja temporal para sus adversarios. Así sucedió con el pronunciamiento por excelencia, el del teniente coronel —pronto general— Rafael del Riego». Cumplió «las tres premisas inexcusables» de todo pronunciamiento: «la lejanía de la capital, la lectura de un bando o manifiesto y la existencia de un caudillo».
En ocasiones no es fácil distinguir entre pronunciamiento y golpe de Estado, como en el caso de la sublevación del general Miguel Primo de Rivera en septiembre de 1923 que se suele calificar como golpe de Estado, mientras que hay historiadores, como Juan Francisco Fuentes, que lo consideran «un pronunciamiento de libro». En lo que sí existe consenso es en no considerar la sublevación de julio de 1936 como un pronunciamiento, «por más que la rebelión del Ejército de África pudiera encajar en ese modelo, tanto por su lejanía de la capital como por servir de detonante a una reacción en cadena».

## Medidas legales contra los golpes de Estado
Varias constituciones del mundo[¿cuál?] poseen normas especiales para prevenir y castigar a los responsables de la comisión de golpes de Estado, a la vez de un régimen penal para sancionar los delitos contra la democracia.
Estas normas están básicamente orientadas a dos situaciones:
- El efecto de los actos realizados por las autoridades que asumieron el poder en virtud de un golpe de Estado, disponiendo, por ejemplo, que los mismos serán "«insanablemente nulos»;[42]
- Las penas a ser aplicadas a los responsables de haber intentado o realizado un golpe de Estado.
- Penas que en su mayoría y contra sus responsables y/o líderes cuyas acciones son catalogadas como "traición a la patria"

## Mandatarios actuales que han asumido el poder mediante un golpe de Estado
| Nombre                   | País                | Año del golpe |
| ------------------------ | ------------------- | ------------- |
| Teodoro Obiang Nguema    | Guinea Ecuatorial   | 1979          |
| Yoweri Museveni          | Uganda              | 1986          |
| Denis Sassou-Nguesso     | República del Congo | 1997          |
| Abdelfatah El-Sisi**     | Egipto              | 2013          |
| Mahdi al-Mashat          | Yemen               | 2015          |
| Emmerson Mnangagwa**     | Zimbabue            | 2017          |
| Assimi Goita•••          | Mali                | 2020          |
| Min Aung Hlaing•••       | Birmania            | 2021          |
| Mamady Doumbouya•••      | Guinea              | 2021          |
| Abdelfatah al Burhan     | Sudán               | 2021          |
| Ibrahim Traoré•••        | Burkina Faso        | 2022          |
| Abdourahamane Tchiani••• | Níger               | 2023          |
| Brice Oligui•••          | Gabón               | 2023          |
| Ahmed al-Charaa**        | Siria               | 2024          |

** Confirmados en el cargo consecuentemente mediante elecciones aparentemente libres.

••• Gobernando temporalmente mediante una «junta militar».